# Hymenoloma mulahacenii
Hymenoloma mulahacenii là một loài Rêu trong họ Dicranaceae. Loài này được (Höhn.) Ochyra mô tả khoa học đầu tiên năm 2008.